# Tarimská pánev
Tarimská pánev (čínsky pchin-jinem Tǎlǐmù Péndì, znaky 塔里木盆地, ujgursky تارىم ئويمانلىقى, Tarim oymanliqi) je velká bezodtoká oblast, která se rozkládá na ploše více než 400 000 km² v autonomní oblasti Sin-ťiang na západě Číny. Její severní hranici tvoří pohoří Ťan-šan, jižní pak pohoří Kchun-lun v severním Tibetu. Značnou část Tarimské pánve zabírá poušť Taklamakan. Oblast je řídce osídlena Ujgury, příslušníky dalších turkických národů a Tádžiky.

## Demografie
Tarimská pánev má okolo 5,5 miliónů lidí.

### Národy Tarimské pánve

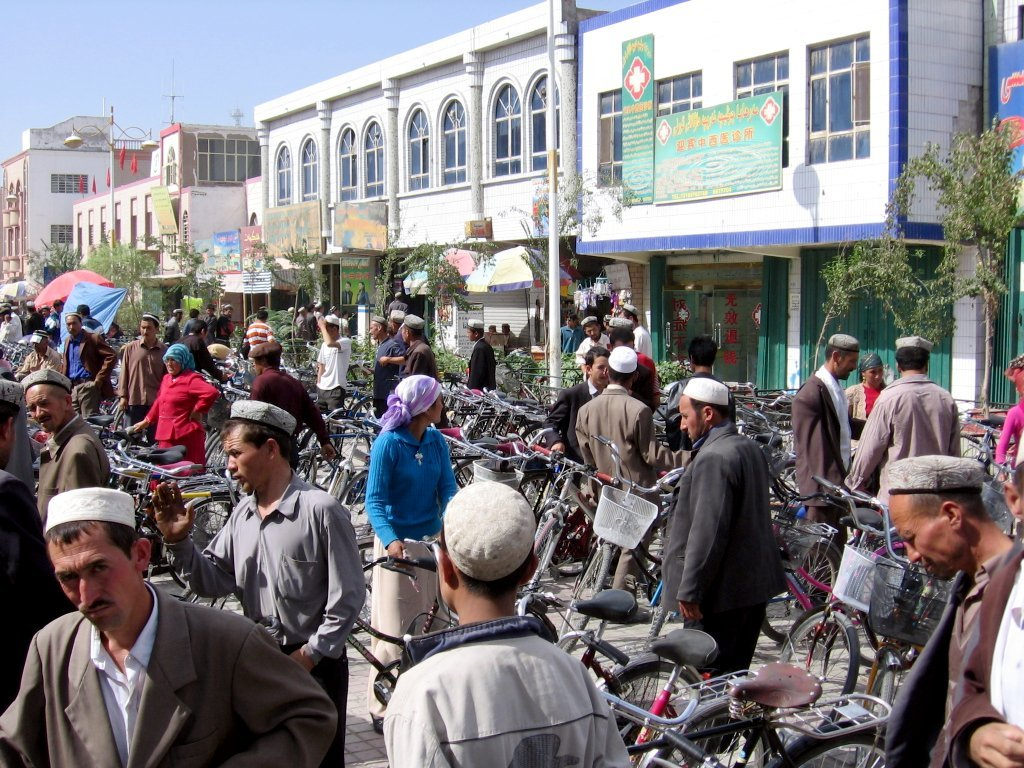
Ujgurové v Chotanu

Podle výsledků sčítání převažuje v Tarimské pánvi ujgurské obyvatelstvo. Tvoří převážnou většinu obyvatel měst, jako jsou Kašgar, Artuš a Chotan. Nicméně v této oblasti existují i velké enklávy Chanů, jako jsou města Aksu a Korla. Jsou zde i menší skupiny Chuejů a dalších etnických skupin. Tádžikové jsou například soustředeni v Taškurganu v Kašgarské prefektuře, Kyrgyzové v Kyrgyzské autonomní prefektuře Kizilsu a Mongolové v Mongolské autonomní prefektuře Bayingolin.
Objev tarimských mumií prokázal, že raní obyvatelé pánve byli lidé evropského antropologického typu. Podle sinologa Victora H. Maira: "Nejstarší mumie v Tarimské pánvi byli asi od roku 1800 př. n. l. výhradně příslušníci europoidní rasy." Prohlásil také, že "východoasijští kočovníci se ve východních oblastech Tarimské pánve začali objevovat někdy před 3000 lety. Ujgurské kmeny sem začaly přicházet po rozpadu Orchonsko-ujgurského království na území dnešního Mongolska někdy kolem roku 842." 
Indoevropští Tocharové se v oblasti Tarimské pánve udrželi až do 9. století, kdy byli asimilováni turkickými Ujgury prchajícími po pádu Ujgurského kaganátu, a dali tak vznik modernímu ujgurskému etniku. Počátkem 11. století turkičtí Karlukové, kteří přijali islám, ovládli buddhistické Chotanské království indoevropských Saků. Do konce 11. století v celé Tarimské pánvi převládly turkické jazyky. 